# Zerbina
«Zerbina» es el nombre de un maxisencillo lanzado por el grupo donostiarra Le Mans lanzado en 1995 por el subsello de Elefant Records, Elefant Dance Recordings dedicado a la música de baile. Se encuentra actualmente descatalogado.

## Descripción
Ibon y Teresa, principales compositores del grupo, siempre les ha gustado experimentar con su géneros favoritos y con la música nueva que escuchan por lo cual para este sencillo compusieron Zerbina, una canción con toques Trip Hop y Downtempo que era popular en aquel entonces. Contaron también con remezclas de artistas como MC PEZ, Jerome Mestre, Vanguard y Extra Lucid.

El sencillo se encuentra actualmente descatalogado aunque la canción titular puede encontrarse en el recopilatorio Catástrofe N°17 que lanzó Elefant en 2004.

## Lista de canciones
1. «Zerbina»
2. «Un rayo de sol» (Jeff Dawson Remix) Remix de Pez
3. «Un rayo de sol» (Extra Lucid Mix) Remix de Jerome Mestre
4. «Zerbina» (Vanguard 95 Mix) Remix de Vanguard
5. «Zerbina» (Pez Club Mix) Remix de Pez
6. «Zerbina» (Té y Kriptonita) Remix de Vanguard

## Portada
La portada, diseñada por Javier Aramburu, consta de varios círculos con colores distintos sobre un fondo naranja. En la parte de atrás los mismos círculos aparecen alrededor de la lista de canciones y unidos por líneas a alguna letra en particular, asignándole una a cada círculo. Por lo cual la portada se podría interpretar como un mensaje que dice: "Voy por la vida perdiendo trenes y cogiendo resfriados".

## Créditos
- Guitarra: Ibon Errazkin
- Bajo: Teresa Iturrioz
- Guitarra: Peru Izeta
- Batería: Gorka Ochoa
- Voz: Jone Gabarain
- Remixes: Pez, Jerome Mestre y Vanguard
- Diseño Gráfico: Javier Aramburu

- Datos: Q6171169